# Kabinetssekretær
Kabinetssekretær er titlen på den person som står for en regents eller fyrstes personlige korrespondance og kontorhold. Under enevælden i Danmark var det i perioder den mest magtfulde position efter kongens.
| Job | Spire Denne artikel om et job eller en stillingsbetegnelse er en spire som bør udbygges. Du er velkommen til at hjælpe Wikipedia ved at udvide den. |